# O Sol (canção)
"O Sol" é uma canção do cantor Vitor Kley, lançada no dia 13 de outubro de 2017 pela gravadora Midas Music.

## Vídeo musical
O videoclipe da música foi lançado no dia 19 de janeiro de 2018, tendo direção de Tony Santos e Kenny Kanashiro. No clipe, o cantor aparece cantando e tocando violão com vista para o mar.

## Desempenho nas tabelas musicais
| Tabela musical (2018)     | Maior posição |
| ------------------------- | ------------- |
| Brasil (Top 100 Brasil)   | 33            |
| Brasil (Streaming Top 50) | 5             |
| Brasil Hot Pop & Popular  | 1             |
| Portugal (AFP)            | 16            |

### Paradas de fim de ano
| Parada (2018)            | Posição |
| ------------------------ | ------- |
| Brasil Hot Pop & Popular | 1       |

## Vendas e certificações
| País     | Associação de gravadoras | Certificação  | Vendas  |
| -------- | ------------------------ | ------------- | ------- |
| Brasil   | Pro-Música Brasil        | - 2× Diamante | 600.000 |
| Portugal | Vidisco                  | - Platina     | 20.000  |

## Prêmios e indicações
| Ano  | Prêmio                       | Categoria       | Resultado | Ref.   |
| ---- | ---------------------------- | --------------- | --------- | ------ |
| 2019 | Melhores do Ano              | Música do Ano   | Indicado  | [ 10 ] |
| 2019 | Prêmio Contigoǃ Online       | Música do Ano   | Indicado  |        |
| 2019 | MTV Millennial Awards Brasil | Hino de Karaokê | Indicado  | [ 11 ] |